# Silene haumanii
Silene haumanii är en nejlikväxtart som beskrevs av Gilbert François Bocquet. Silene haumanii ingår i släktet glimmar, och familjen nejlikväxter. Utöver nominatformen finns också underarten S. h. densa.